# Karl Urban

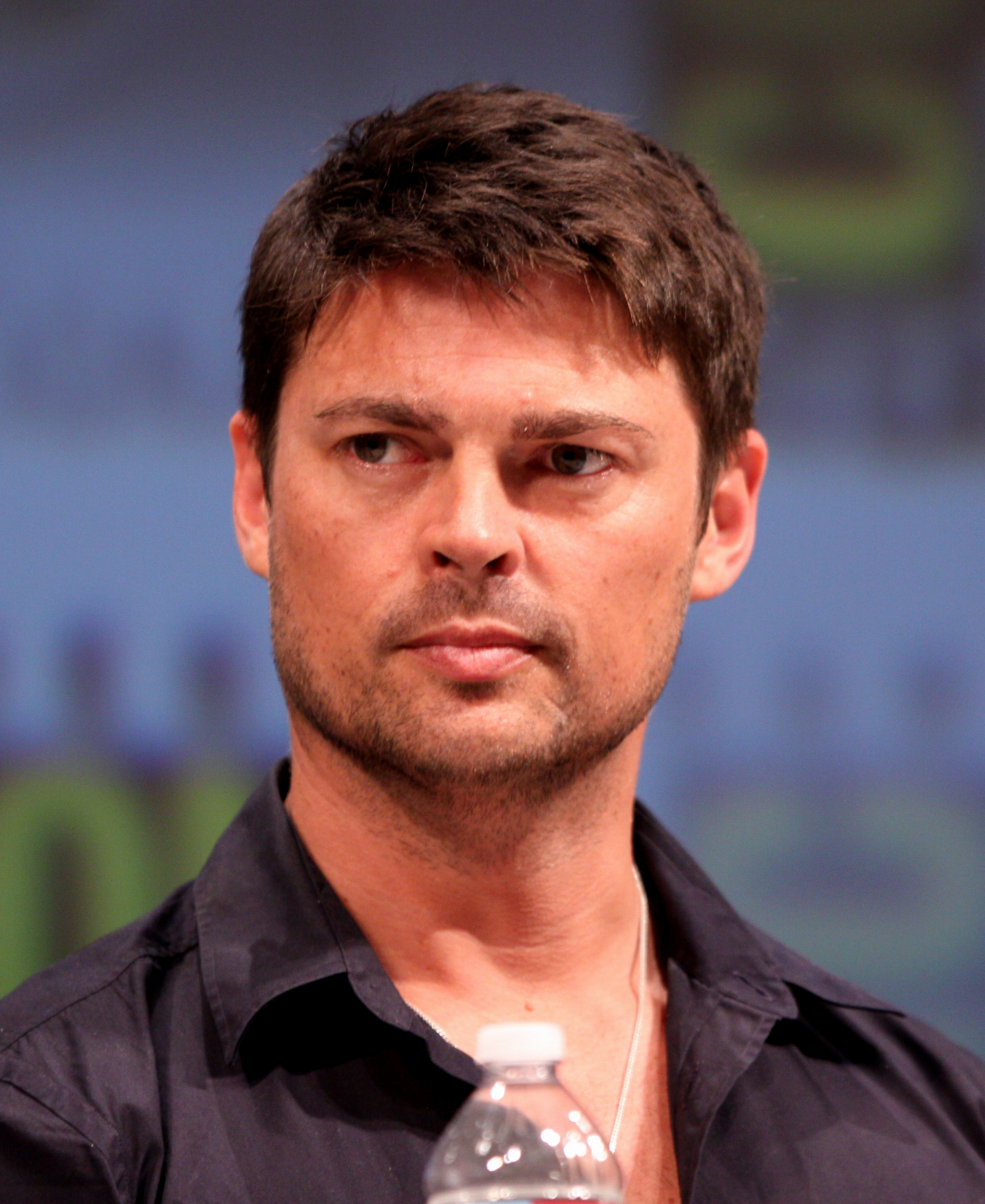
Karl Urban în iulie 2010

Karl-Heinz Urban (n. 7 august 1972) este un actor din Noua Zeelandă.
El este cel mai cunoscut pentru interpretarea lui Éomer din partea a doua și a treia a trilogiei lui Peter Jackson Stăpânul Inelelor, Dr. Leonard "Bones" McCoy în filmul din 2009 Star Trek și a lui Iulius Cezar în serialul Xena, Prințesa războinică. El a mai jucat în The Chronicles of Riddick, The Bourne Supremacy sau în filmul din 2011 Răzbunătorul.
1. ↑  „Karl Urban”, Gemeinsame Normdatei, accesat în 11 decembrie 2014
2. ↑  CONOR.SI[*] Verificați valoarea |titlelink= (ajutor)